# Gaius Fannius (Historiker)
Gaius Fannius († kurz vor 106 n. Chr.) entstammte dem römischen plebejischen Geschlecht der Fannier und war ein Gerichtsredner sowie Historiker.
Gaius Fannius war ein Freund des jüngeren Plinius, der seiner in einem Brief gedenkt. In diesem nicht vor 106 n. Chr. verfassten Brief gibt Plinius einen Nekrolog auf Fannius. Demnach betätigte sich Fannius, soweit es ihm seine berufliche Laufbahn zeitlich erlaubte, als Historiker und er entwarf eine Darstellung des Lebens und Endes von Personen, die von Kaiser Nero verfolgt und verurteilt worden waren. Dieses Geschichtswerk, das offenbar von den Zeitgenossen geschätzt wurde, trug den Titel Exitus occisorum aut relegatorum und umfasste drei Bücher. Fannius hatte einen größeren Umfang dieser Schrift geplant, doch lebte er nicht lange genug, um diese Absicht realisieren zu können.